# Uffing am Staffelsee
Uffing am Staffelsee (amtlich: Uffing a.Staffelsee) ist eine Gemeinde und ein Pfarrdorf im oberbayerischen Landkreis Garmisch-Partenkirchen. Der Ort ist Teil der Tourismusregion Das Blaue Land.

## Geographie

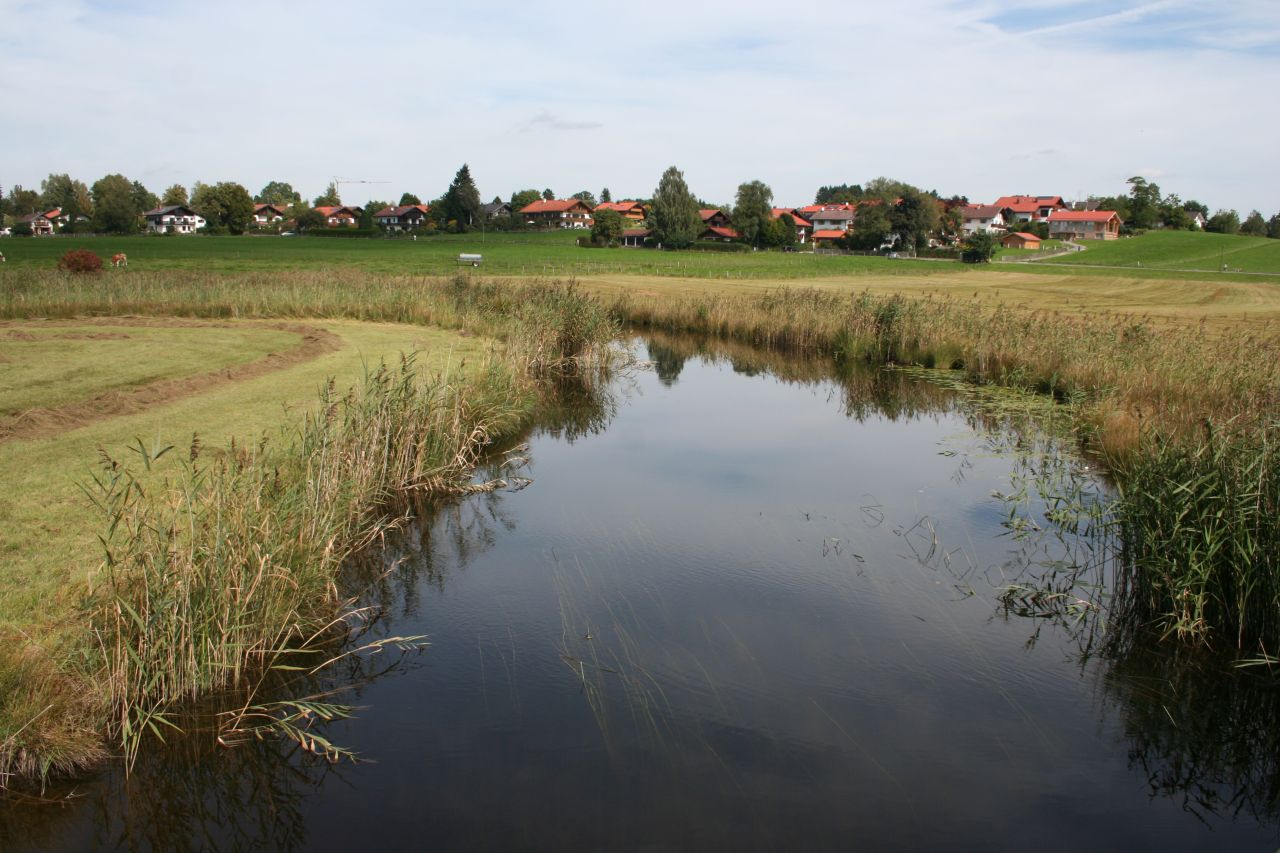
Die Ach in der Nähe von Uffing

Die Gemeinde liegt im bayerischen Alpenvorland 70 km südlich der Landeshauptstadt München auf einer Höhe von 666 m ü. NHN. Sie erstreckt sich auf einer Fläche von 43 km². Davon sind 23 km² landwirtschaftlich genutzte Fläche, 19 km² Wald und 2 km² Wasser- und Erholungsfläche.
Es gibt 21 Gemeindeteile (in Klammern ist der Siedlungstyp angegeben):
- Brand (Einöde)
- Buch (Einöde)
- Filzbauer (Weiler)
- Grub (Einöde)
- Guggenberg (Einöde)
- Harberg (Weiler)
- Hechenrain (Weiler)
- Höldern (Einöde)
- Kalkofen (Dorf)
- Kirnberg (Einöde)
- Luketsried (Weiler)
- Obernach (Einöde)
- Saliter (Weiler)
- Sallach (Weiler)
- Schachmoos (Einöde)
- Schöffau (Kirchdorf)
- Spindler (Einöde)
- Streicher (Einöde)
- Tafertshofen (Einöde)
- Uffing a.Staffelsee (Pfarrdorf)
- Völlenbach (Weiler)

## Geschichte

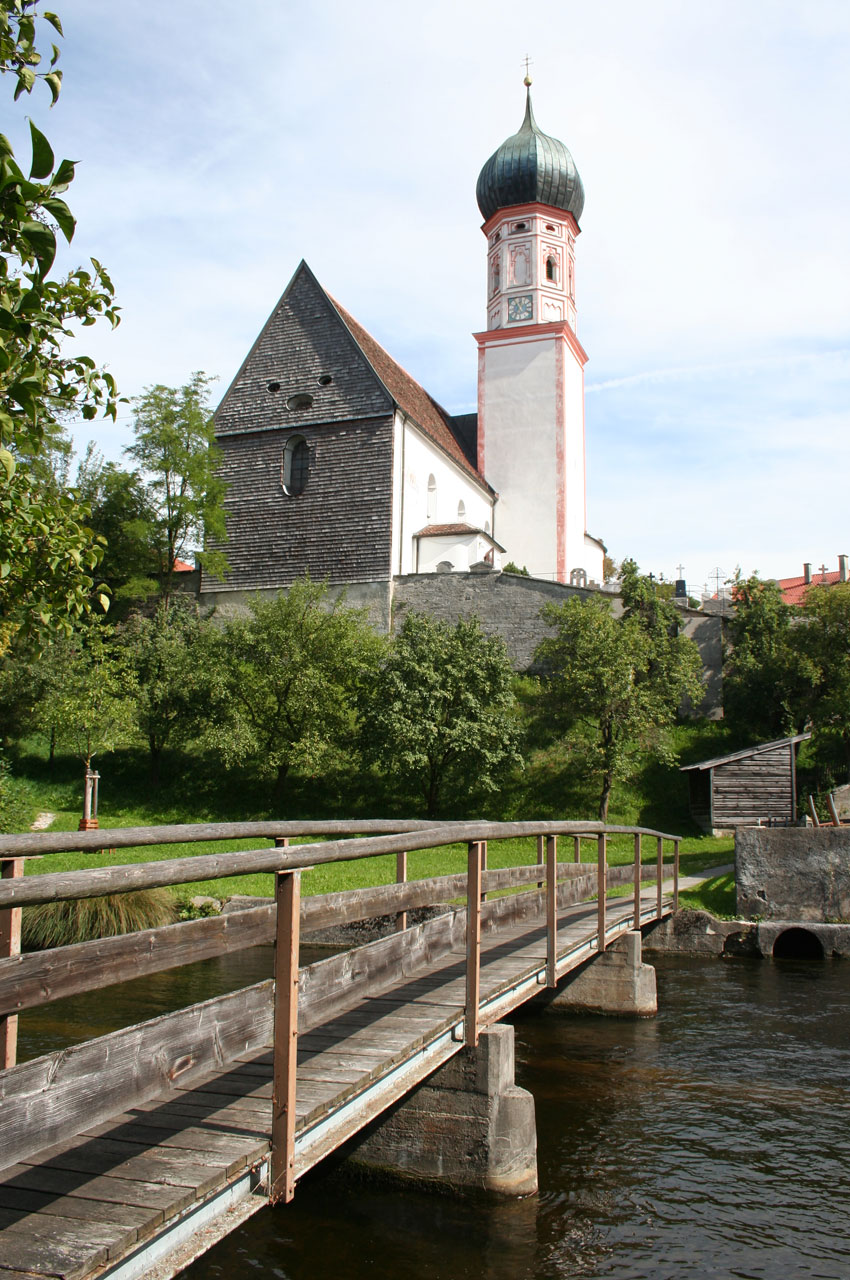
Katholische Pfarrkirche St. Agatha in Uffing am Staffelsee

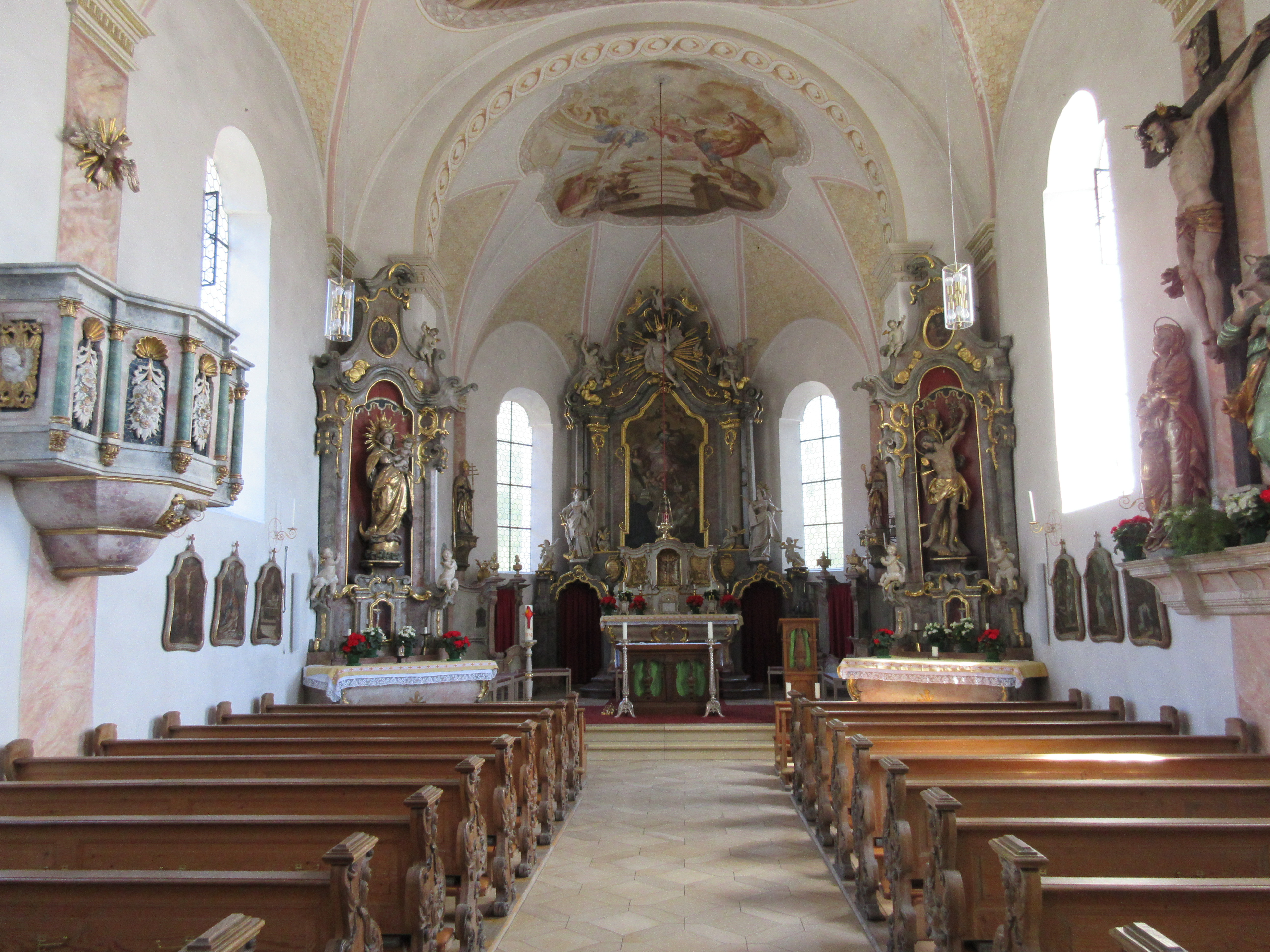
Innenraum derselben

### Bis zur Gemeindegründung
Uffing wurde schon im Jahr 739 als Stiftungsgut Vfinga des Klosters Benediktbeuern erwähnt. Es liegt der bajuwarische Personenname Uffo mit -ing-Suffix zugrunde (‚Siedlung des Uffo‘).
Teile des Orts waren im Frühmittelalter auch Besitz von Kloster Staffelsee. Der Ort gehörte später zum Rentamt München und zum Landgericht Weilheim des Kurfürstentums Bayern.
Uffing wurde 1818 im Zuge der Verwaltungsreformen im Königreich Bayern eine selbstständige politische Gemeinde, die zum Landgericht Weilheim gehörte.

### 20. Jahrhundert
Nach dem Hitler-Putsch 1923 tauchte Hitler im Landhaus von Ernst Hanfstaengl in Uffing unter, wurde aber dort nach wenigen Tagen am 11. November 1923 von der bayerischen Polizei verhaftet.
Anlässlich der 1250-Jahr-Feier wurde eine Chronik über Entstehung und Allgemeines der Gemeinde von Jakob Scheck verfasst und veröffentlicht. Darin ist auch nachzulesen, wie die Hunnen auf einer der Staffelsee-Inseln ihr Lager hatten und welche Geschichten es hierzu gibt.

### Eingemeindungen
Im Zuge der Gebietsreform in Bayern wurde am 1. Januar 1978 die Gemeinde Schöffau eingegliedert.

### Einwohnerentwicklung
Zwischen 1988 und 2018 wuchs die Gemeinde von 2277 auf 2976 um 699 Einwohner bzw. um 30,7 %.
| Jahr      | 1840 | 1900 | 1925 | 1939 | 1950 | 19611 | 19702 | 19873 | 1991 | 1995 | 2002 | 2005 | 2010 | 2015 | 2020 |
| Einwohner | 778  | 1009 | 1178 | 1169 | 2052 | 1815  | 1795  | 2194  | 2447 | 2665 | 3033 | 3031 | 2978 | 2973 | 3006 |

1 Volkszählung am 6. Juni;    2 Volkszählung am 27. Mai;    3 Volkszählung am 25. Mai;    ab 1991: jeweils am 31. Dezember;
Quelle: Statistik Bayern

## Politik

### Gemeinderat

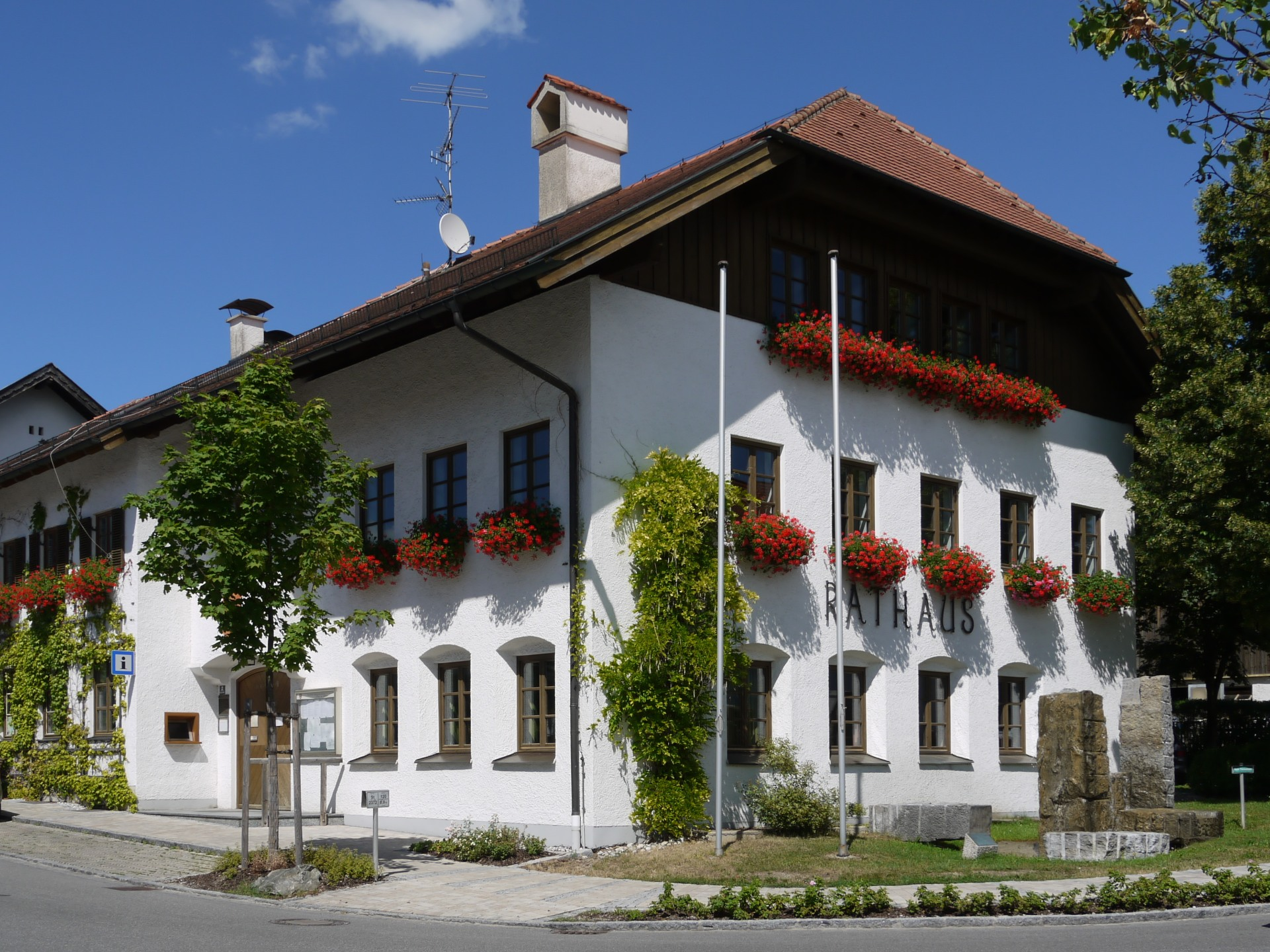
Rathaus von Uffing

Die Gemeinderatswahlen seit 2014 ergaben folgende Stimmenanteile und Sitzverteilungen:
| Partei/Liste                                                          | 2020  | 2020  | 2014  | 2014  |
| Partei/Liste                                                          | %     | Sitze | %     | Sitze |
| Wahlgemeinschaft Uffing (WGU)                                         | 45,37 | 6     | 55,50 | 8     |
| WIR für Uffing (WfU)                                                  | 31,77 | 5     | –     | –     |
| Wählergemeinschaft Schöffau (WGS)                                     | 22,86 | 3     | 19,40 | 3     |
| Christlich-Soziale Union in Bayern (CSU)/Parteifreie Bürgerliste (BL) | –     | –     | 25,10 | 3     |

### Bürgermeister
Erster Bürgermeister ist seit 2020 Andreas Weiß. Sein Vorgänger war seit 2008 Rupert Wintermeier (WGU).

### Gemeindefinanzen
Im Jahr 2011 betrugen die Gemeindesteuereinnahmen 1,990 Mio. €, davon waren 480.000 € Gewerbesteuereinnahmen (netto).

### Wappen
| | Blasonierung: „In Rot einen silbernen Wagenkipf, darüber eine goldene Mitra.“ |
| Wappenbegründung: Die Wagenkipf stammt aus dem Stammwappen der Tabertshofer, die ihren Stammsitz im Uffinger Gemeindeteil Tabertshofen hatten. Die Mitra symbolisiert das kurzzeitig bestehende Bistum Neuburg-Staffelsee. |                                                                               |

## Baudenkmäler
- Katholische Pfarrkirche St. Agatha

## Wirtschaft und Infrastruktur

### Wirtschaft
Im Jahr 2010 gab es insgesamt 361 sozialversicherungspflichtig Beschäftigte am Arbeitsort. Davon waren zwölf im Bereich der Land- und Forstwirtschaft und der Fischerei, 118 im Bereich des produzierenden Gewerbes, 127 im Bereich Handel, Verkehr, und Gastgewerbe, 43 im Bereich der Unternehmensdienstleister und 61 im Bereich öffentlicher und privater Dienstleister. Sozialversicherungspflichtig Beschäftigte am Wohnort gab es insgesamt 917. Im verarbeitenden Gewerbe gab 2011 es einen Betrieb mit mehr als 20 Mitarbeitern und im Bauhauptgewerbe 2012 zehn Betriebe mit zusammen 38 Mitarbeitern.
Im Jahr 2010 bewirtschafteten 53 landwirtschaftliche Betriebe eine Fläche von 1781 ha, wovon 19 ha Ackerland und 1762 ha Dauergrünland waren.

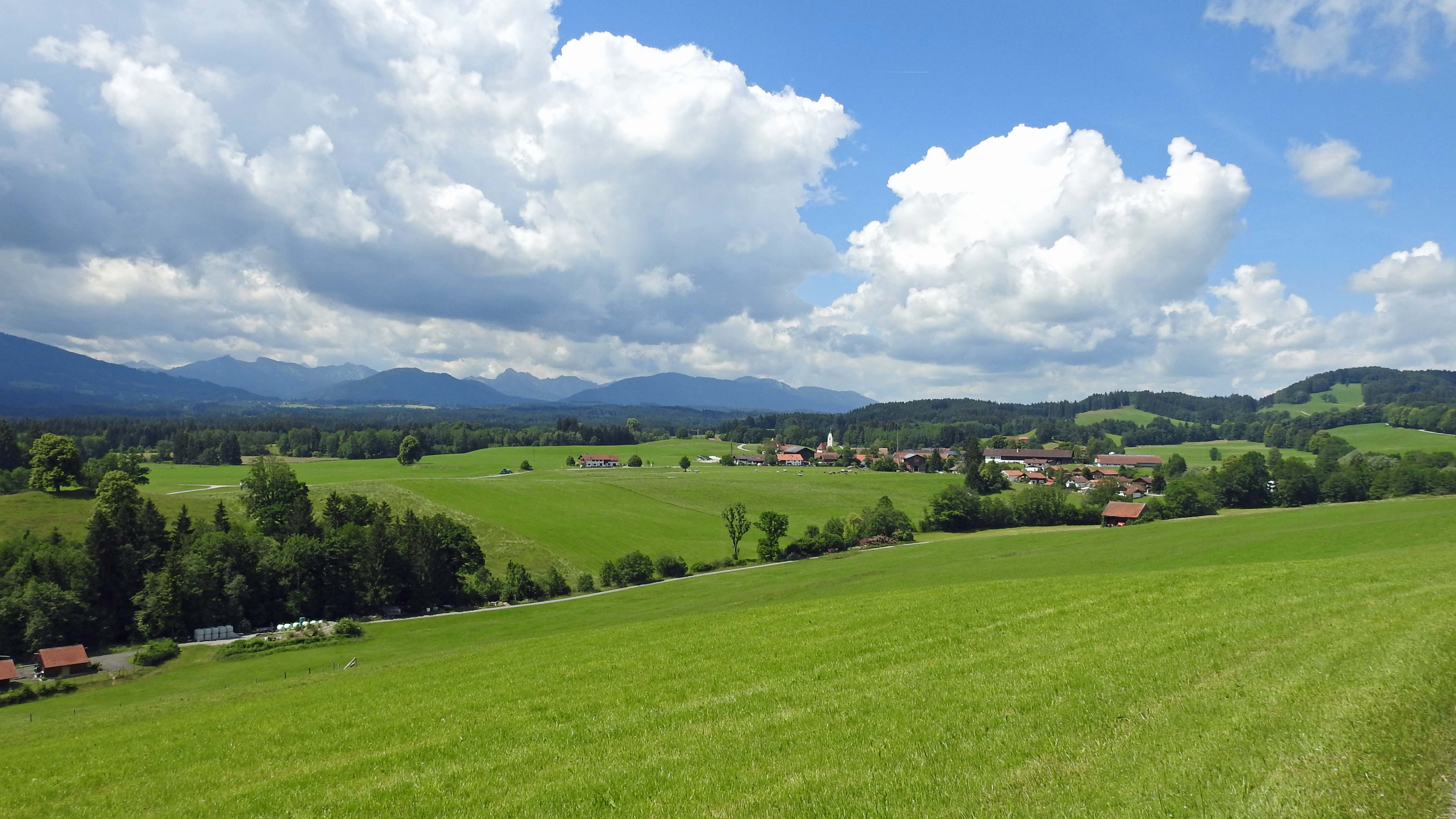
Schöffau von Nordosten mit Ammergebirge

### Verkehr
Uffing liegt an der Bahnstrecke München–Garmisch-Partenkirchen und wird von Zügen des Regionalverkehrs bedient. Außerdem ist der Ort mit den Linien 9601 und 9601k des Regionalverkehrs Oberbayern erreichbar. Durch den Ort führt die Kreisstraße GAP 3.
Bahnhof
Am 15. Mai 1879 vormittags fuhr der erste Zug im Uffinger Bahnhof ein. Im Jahr 1924 wurde die Strecke von Garmisch-Partenkirchen nach München mit Strom aus dem Walchenseekraftwerk elektrifiziert. Das mechanische Stellwerk, Bauart Krauss, wurde im Jahr 1926 in Betrieb genommen. Im Jahr 2008 löste das Elektronische Stellwerk Garmisch-Partenkirchen das mechanische Stellwerk ab. Im gleichen Jahr verkaufte die Deutsche Bahn AG etwa 1000 Bahnhöfe inklusive Uffing an eine britische Fondsgesellschaft. Der Bahnhof war allerdings noch bis zum Jahr 2010 besetzt, um eine Anrufschranke zu bedienen. Diese Anlage wurde durch eine Unterführung ersetzt. Am 14. November 2012 kaufte die Familie Finkbeiner den Bahnhof für die Plant-for-the-Planet Stiftung, um ihn zu einem Bürgerbahnhof auszugestalten. Der Bahnhof wurde 2017 aufwendig renoviert.

## Öffentliche Einrichtungen
In Uffing gibt es seit der 1250-Jahr-Feier ein Museum, das von den Gründungszeiten bis heute den Verlauf der Uffinger Geschichte erzählt. Viele der Einrichtungsgegenstände wurden über Jahrzehnte von verschiedenen Dorfbewohnern gesammelt und zur Verfügung gestellt zur Eröffnung des Museums. Einige der Ausstellungsstücke sind die erbauten Miniaturen, die anlässlich des Festzuges zur 1250-Jahr-Feier in liebevoller Kleinstarbeit gefertigt wurden.
Die Geschichte des Heimatmuseums begann bereits 1989, als zur 1250-Jahr-Feier von Uffing eine begleitende Ausstellung im Pfarrheim untergebracht wurde. Nach dem Ende der Festveranstaltungen suchte man für die Requisiten des Festzuges und einige in der Gemeinde verbliebene Ausstellungsstücke geeignete Präsentationsräume. Im alten Feuerwehrhaus, erbaut 1949, wurde man fündig und brachte die Ausstellung dort unter. Als Ausstellungsraum fungierte dieses Gebäude bis 1995. Nach einem größeren Umbau schaffte sich die Gemeinde Uffing a. Staffelsee ein eigenes Heimatmuseum, das im Juni 1996 eingeweiht werden konnte. Seit dieser Zeit befindet sich dort im 1. Stock eine Dauerausstellung über handwerkliche und bäuerliche Geräte aus Uffing und Schöffau sowie über Erinnerungsstücke an die Geschichte von Uffing. Ein besonderes Schmuckstück ist das alte Dorfmodell, das Uffing um das Jahr 1706 zeigt und vom Schneidermeister Josef Mayer zur 1250-Jahr-Feier gebaut wurde. Im Erdgeschoss befinden sich eine Wechselausstellung und eine Dauerausstellung von Werken Uffinger Künstler. Das Heimatmuseum hat mittlerweile einen festen Platz im kulturellen Leben der Gemeinde gefunden und wird von Gästen wie Einheimischen gerne besucht. Die Öffnungszeiten sind während der Frühjahr-, Sommer- und Herbstsaison jeweils am Samstag und Sonntag von 16:00 – 19:00 Uhr. Der Eintritt ist frei.

## Bildungseinrichtungen
Uffing hat eine Grundschule, die nach dem Uffinger Ehrenbürger, dem Keksfabrikanten Klaus Bahlsen, benannt wurde. Im Schuljahr 2011/12 hatte die Schule 225 Schüler, die von 14 Lehrern unterrichtet wurden. Außerdem gab es im Jahr 2012 zwei Kindertageseinrichtungen mit 103 Plätzen, von denen 79 belegt waren.
Ebenfalls in Uffing wurde auf dem Grund der Gemeindeverwaltung zu Ehren von Klaus Bahlsen ein Brunnen errichtet. Dieser wurde Bahlsen gewidmet, da dieser der Gemeinde einen Millionenbetrag vererbt hatte, der zum Umbau der Schule und zur Verschönerung des Dorfes genutzt werden sollte.

## Persönlichkeiten

### Ehrenbürger
- 1983: Klaus Bahlsen (1908–1991), Kaufmann und Fabrikant, war in Uffing wohnhaft und wurde hier beigesetzt.[16]

### Söhne und Töchter der Gemeinde
- Bernhard Stredele (1911–1981), Kreisleiter (NSDAP), Kriegsverbrecher

### Mit der Gemeinde verbundene Persönlichkeiten
- Gabriele Dinsenbacher (* 1952), Dokumentarfilmerin
- Bernhard Hagemann (* 1956), Fotograf und Schriftsteller